# Bârla
Bârla é uma comuna romena localizada no distrito de Argeş, na região de Muntênia. A comuna possui uma área de 105.63 km² e sua população era de 5614 habitantes segundo o censo de 2007.